# Aloysia
Genre
Classification phylogénétique
Aloysia est un genre végétal qui regroupe près de 40 espèces de plantes à fleurs de la famille des Verbenaceae originaires d'Amérique, dont la plus connue est Aloysia citrodora, une verveine citronnée.

## Liste d'espèces
Selon World Checklist of Selected Plant Families (WCSP) (19 mars 2012) :
- Aloysia aloysioides Loes. & Moldenke (1941)
- Aloysia axillaris J.R.I.Wood (2009)
- Aloysia ayacuchensis Moldenke (1958)
- Aloysia barbata (Brandegee) Moldenke (1940)
  - Aloysia barbata var. acapulcensis Moldenke (1966)
  - Aloysia barbata var. barbata
- Aloysia brasiliensis Moldenke (1949)
- Aloysia casadensis Hassl. & Moldenke (1949)
- Aloysia castellanosii Moldenke (1940)
- Aloysia catamarcensis Moldenke (1942)
- Aloysia chamaedryfolia Cham. (1832)
- Aloysia chiapensis Moldenke 1947)
- Aloysia citrodora Palau (1784) - Verveine citronnelle, verveine citronnée
- Aloysia crenata Moldenke (1963)
- Aloysia decipiens Ravenna (2007)
- Aloysia decorticans Ravenna (2007)
- Aloysia densispicata (K.Koch & C.D.Bouché) Moldenke (1965)
- Aloysia dodsoniorum Moldenke (1982)
- Aloysia dusenii Moldenke (1940)
- Aloysia famatinensis Ravenna (2007)
- Aloysia fiebrigii (Hayek) Moldenke (1937)
- Aloysia foncki (Phil.) Moldenke (1941)
- Aloysia gentryi Moldenke (1980)
- Aloysia gratissima (Gillies & Hook.) Tronc. (1962)
- Aloysia hatschbachii Moldenke (1969)
- Aloysia krapovickasii Moldenke (1981)
- Aloysia leptophylla Loes. & Moldenke (1941)
- Aloysia lomaplatae Ravenna (2006)
- Aloysia looseri Moldenke (1940)
- Aloysia macrostachya (Torr.) Moldenke (1934)
- Aloysia minthiosa Moldenke (1941)
- Aloysia nahuire Gentry & Moldenke (1941)
- Aloysia naviculata Ravenna (2007)
- Aloysia oblanceolata Moldenke (1949)
- Aloysia polygalifolia Cham. (1832)
- Aloysia polystachya (Griseb.) Moldenke (1940)
- Aloysia pulchra (Briq.) Moldenke (1934)
- Aloysia reichii Moldenke (1940)
- Aloysia salviifolia (Hook. & Arn.) Moldenke (1940)
- Aloysia scorodonioides (Kunth) Cham. (1832)
  - Aloysia scorodonioides var. mathewsii (Briq.) Moldenke (1934)
  - Aloysia scorodonioides var. parvifolia Moldenke (1977)
  - Aloysia scorodonioides var. scorodonioides
- Aloysia sonorensis Moldenke (1965)
- Aloysia spathulata (Hayek) Moldenke (1934)
- Aloysia ternifolia Moldenke (1947)
- Aloysia unifacialis Ravenna (2006)
- Aloysia virgata (Ruiz & Pav.) Juss. (1806)
- Aloysia wrightii A.Heller (1906)

## Espèces aux noms synonymes, obsolètes et leurs taxons de référence
Selon World Checklist of Selected Plant Families (WCSP) (19 mars 2012) :
- Aloysia arcuifolia G.L.Nesom (1991) = Aloysia fiebrigii (Hayek) Moldenke (1937)
- Aloysia attenuata Walp. (1845) = Lippia vernonioides  Cham. (1832)
- Aloysia beckii Moldenke (1982) = Aloysia gratissima (Gillies & Hook.) Tronc. (1962)
- Aloysia boliviensis Moldenke (1983) = Aloysia scorodonioides var. scorodonioides
- Aloysia castellanosii var. magna Moldenke (1942) = Aloysia castellanosii Moldenke (1940)
- Aloysia chacoensis Moldenke (1940) = Aloysia gratissima (Gillies & Hook.) Tronc. (1962)
- Aloysia chacoensis var. angustifolia Tronc. (1964) = Aloysia gratissima (Gillies & Hook.) Tronc. (1962)
- Aloysia chamaedryoides Steud.  (1840) = Aloysia chamaedryfolia Cham. (1832)
- Aloysia chilensis (Schauer) Moldenke (1937) = Aloysia salviifolia (Hook. & Arn.) Moldenke (1940)
- Aloysia depressa Ravenna (2007) = Aloysia scorodonioides var. parvifolia Moldenke (1977)
- Aloysia floribunda M.Martens & Galeotti (1844) = Aloysia gratissima (Gillies & Hook.) Tronc. (1962)
- Aloysia gracilis Acevedo (1951) = Acantholippia trifida var. reichei  Moldenke (1979)
- Aloysia gratissima var. angustifolia (Tronc.) Botta (1979) = Aloysia gratissima (Gillies & Hook.) Tronc. (1962)
- Aloysia gratissima var. chacoensis (Moldenke) Botta (1979) = Aloysia gratissima (Gillies & Hook.) Tronc. (1962)
- Aloysia gratissima f. macrophylla Moldenke (1974) = Aloysia gratissima (Gillies & Hook.) Tronc. (1962)
- Aloysia gratissima var. oblanceolata Moldenke (1968) = Aloysia gratissima (Gillies & Hook.) Tronc. (1962)
- Aloysia gratissima var. paraguariensis (Briq.) Moldenke (1964) = Aloysia gratissima (Gillies & Hook.) Tronc. (1962)
- Aloysia gratissima var. revoluta (Moldenke) Moldenke (1964) = Aloysia gratissima (Gillies & Hook.) Tronc. (1962)
- Aloysia gratissima var. schulziana (Moldenke) Botta (1979) = Aloysia gratissima (Gillies & Hook.) Tronc. (1962)
- Aloysia gratissima var. sellowii (Briq.) Botta (1979) = Aloysia gratissima (Gillies & Hook.) Tronc. (1962)
- Aloysia herrerae Moldenke (1941) = Aloysia fiebrigii (Hayek) Moldenke (1937)
- Aloysia ligustrina (Lag.) Small (1903) = Mulguraea ligustrina  (Lag.) N.O'Leary & P.Peralta (2009)
- Aloysia ligustrina var. paraguariensis (Briq.) Moldenke (1935) = Aloysia gratissima (Gillies & Hook.) Tronc. (1962)
- Aloysia ligustrina var. schulzii (Standl.) Moldenke (1934) = Aloysia gratissima (Gillies & Hook.) Tronc. (1962)
- Aloysia lycioides Cham. (1832) = Aloysia gratissima (Gillies & Hook.) Tronc. (1962)
- Aloysia lycioides var. paraguariensis (Briq.) Moldenke (1948) = Aloysia gratissima (Gillies & Hook.) Tronc. (1962)
- Aloysia lycioides var. revoluta Moldenke (1949) = Aloysia gratissima (Gillies & Hook.) Tronc. (1962)
- Aloysia lycioides var. schulzii (Standl.) Moldenke (1948) = Aloysia gratissima (Gillies & Hook.) Tronc. (1962)
- Aloysia meyeri  Moldenke (1940) = Aloysia gratissima (Gillies & Hook.) Tronc. (1962)
- Aloysia mizquensis Ravenna (2006) = Aloysia gratissima (Gillies & Hook.) Tronc. (1962)
- Aloysia ovatifolia Moldenke (1940) = Xeroaloysia ovatifolia  (Moldenke) Tronc. (1960)
- Aloysia peruviana (Turcz.) Moldenke (1937) = Aloysia scorodonioides var. mathewsii (Briq.) Moldenke (1934)
- Aloysia reichii var. trilobata Moldenke (1947) = Aloysia reichii Moldenke (1940)
- Aloysia schulziana Moldenke (1940) = Aloysia gratissima (Gillies & Hook.) Tronc. (1962)
- Aloysia scorodonioides var. detonsa (Briq.) Moldenke (1934)  = Aloysia scorodonioides var. scorodonioides
- Aloysia scorodonioides var. hypoleuca (Briq.) Moldenke (1977) = Aloysia scorodonioides var. scorodonioides
- Aloysia scorodonioides var. lopez-palacii Moldenke (1977) = Aloysia scorodonioides var. scorodonioides
- Aloysia scorodonioides var. orbicularis Moldenke (1951) = Aloysia scorodonioides var. scorodonioides
- Aloysia sellowii  (Briq.) Moldenke (1937) = Aloysia gratissima (Gillies & Hook.) Tronc. (1962)
- Aloysia sleumeri Moldenke (1964) = Aloysia citrodora Palau (1784)
- Aloysia ternifolia f. oppositifolia Moldenke (1974) =  Aloysia ternifolia Moldenke (1947)
- Aloysia triphylla (L'Hér.) Britton (1925) = Aloysia citrodora Palau (1784)
- Aloysia triphylla f. serrulata Moldenke (1982) = Aloysia citrodora Palau (1784)
- Aloysia urticoides Cham. (1832) = Aloysia virgata (Ruiz & Pav.) Juss. (1806)
- Aloysia uruguayensis Moldenke (1935) = Aloysia gratissima (Gillies & Hook.) Tronc. (1962)
- Aloysia virgata var. arguentedentata Moldenke (1984) = Aloysia virgata (Ruiz & Pav.) Juss. (1806)
- Aloysia virgata var. elliptica (Briq.) Moldenke (1940) = Aloysia virgata (Ruiz & Pav.) Juss. (1806)
- Aloysia virgata var. laxa (Chodat) Moldenke (1934) = Aloysia virgata (Ruiz & Pav.) Juss. (1806)
- Aloysia virgata var. platyphylla (Briq.) Moldenke (1948) = Aloysia virgata (Ruiz & Pav.) Juss. (1806)